# 希鲁特·梅谢沙
希鲁特·梅谢沙（Hirut Meshesha，2001年1月20日—），埃塞俄比亚女子田径运动员，2018年夏季青年奥林匹克运动会女子800米铜牌得主、2019年非洲运动会女子800米金牌得主、2022年世界室内田径锦标赛女子1500米铜牌得主。